# ARK Music Factory
Ark Music Factory et et musikproduktionsselskab baseret i Los Angeles, Californien. Virksomheden blev co-grundlagt i 2010 af Patrice Wilson, via et partnerskab med produceren/komponisten og multi-instrumentalisten Clarence Jey. Virksomheden beskæftiger sig med genrene Teen pop og elektropop
I maj 2011, forlod Clarence Jey Ark Music Factory for at fokusere på hans eget produktionsselskab Music Intersection.

## Forretning
Patrice Wilson blev i 2010 medgrundlægger af Ark Music Factory. Wilson er også administrerende direktør for virksomheden.
Arks forretning koncentrer sig om rekruttering/opdagelse af nye unge sangere. Musikerne (eller deres forældre) betaler fra $2,000 til $4,000 i gebyr til Ark, hvorefter Ark skriver og producerer musikken i samarbejde med disse musikere, og ofte producerer det også musikvideoer for at fremme sangene. Sangeren ejer masteroptagelsen, og Ark bevarer udgivelsesrettighederne til sangen samt alt salg fra sangen.
De anfører selv, at deres primære mål er at bringe håbefulde musikere i den musikalske forgrund: "Vi ved Ark gør det muligt for en ny musiker at blive opdaget, defineret og leveret for at fremme deres valgte karriere og blive en succes." Ark er overvejende baseret i USA, selvom at de hævder, det musikere de har støttet har haft succes i forskellige regioner på tværs af kloden.
Arks Facebook-side hævder at være ved at skabe et samfund, hvor kunstnere fra alle områder kan komme sammen om at opbygge forbindelser og interagere. Deres hjemmeside påstår også, at deres team af branchefolk, har arbejdet sammen med Miley Cyrus, Backstreet Boys, og Ashley Tisdale. Patrice Wilson har afvist påstande om udnyttelse, og hævder, at virksomheden tilbyder en relativt billig adgang til pop markedet for musikere:
"Jeg får en masse kritik, der siger at jeg udnytter rige børn og deres forældre" siger Wilson, "men prøv at finde et andet selskab som kan gøre det til denne lave pris. Jeg lover ikke nogen berømmelse. Faktisk, hvis nogen kommer hvor deres eneste mål er at ‘opnå berømmelse,' så siger jeg at de ikke er her af de rigtige grunde."
Personalet på Ark Music Factory omfatter den nigerianske Patrice Wilson (også kendt under navnet Pato for sine forskellige udgivelser) som også er grundlægger af virksomheden, CEO og den srilankansk/australske pladeproducent, sangskriver  og medgrundlægger og producer, Clarence Jey. Hos Ark, skriver Jey musikken og Wilson skriver teksterne. Ian Hotchkiss og Chris Lowe instruerer musikvideoerne.

## Rebecca Black ogFriday
I marts 2011, blev Ark berømte gennem en viral video da en af deres sange, Rebecca Blacks "Friday" (som også omfatter en rap af Ark medstifteren Patrice Wilson) uventet blev et Internetfænomen som blev kaldt "den værste sang nogensinde". Ifølge den britiske avis The Independent, blev Black en trend på Twitter, efter udgivelsen. Sangen er blevet set mere end 167 millioner gange på YouTube. Den 28. juni, 2011 blev videoen fjernet YouTube på grund af ophavsretlige krav fra Blacks familie.
Patrice Wilson fra Ark Music Factory har udsendt to musiksvar omkring "Friday" og den kontrovers den skabte. Den første blev lagt ud den 13. marts, 2011 med titlen "Friday (Rap Remix)" Arkiveret 27. november 2015 hos  Wayback Machine skrevet og produceret af Wilson og Clarence Jey, den anden den 4. april, 2011 med titlen "Say What You Wanna Say Arkiveret 27. november 2015 hos  Wayback Machine" skrevet af Wilson og Kustom. Begge sange behandler nogle af de mest gængse klager mod sangen og Arks forretningsmetoder. Begge disse indlæg har også fået negativ opmærksomhed.

## One Week to Hit Big: Pop Star
Patrice Wilson og hans hold fra Ark Music Factory dukkede op på One Week to Hit It Big: Pop Star ABC (American Broadcasting Company) show Good Morning America (GMA) en-uges special udsendelse. Efter prøver med mange kandidater blev, Lexi St. George valgt til GMA's udfordring om at forsøge at blive en viral stjerne på en uge. Hun indspillede sangen "Dancing to the Rhythm" skrevet til showet og lavede en musikvideo som blev vist i programmet den 30. juni, 2011. Sangen blev også brugt som reklame for Wowwee's Paper Jamz Pro mikrofoner.

## Ark Star
Ark Music Factory planlægger endnu et landsdækkende online talent show og firmaet har i en udtalelse sagt, at finaledeltagerne vil blive udvalgt ved online ansøgninger. Konkurrencen hedder "Ark Star" og begyndte d. 22. juli, 2011 og tilbyder deltagerne chancen for at vinde deres egen sang, musikvideo og reklamefremstød via Ark Music Factory.

## Musikere
- Jolie Adamson: Armour
- Bahameen: Sweet Sixteen
- C.J. Fam: Ordinary Pop Star
- Danika: I Don't Need You Boy
- Ariana Dvornik: Fly Away
- Devin Fox: Hooked on You
- Alana Lee Hamilton: Butterflies
- Hush: Hypnotize Me
- Sarah Maugaotega: Take It Easy
- Ashley Rose: Over You
- Kaya Rosenthal: Can't Get You Out Of My Mind
- Britt Rutter: Without Your Love
- Sabrina: My Reflection
- Abby Victor: Crush on You
- Lena Macias: Without Your Love
- Amanda Williams: Perfect Day
- Madison Bray: Girl Swag On og You Spin Me Round
- Sophia Linkletter: Rejection
- JoAnn Guthrie: Born to Fly
- Rebecca Black: Friday
- Lexi Sullivan: Hot Stuff
- Baylee Valentine: I Need A Hero
- Lexi St. George: Dancing to the Rhythm
- Jack og Kelsey: Hold Me (Cover)